# Šeřík
Šeřík (Syringa) je rod keřů až menších stromů z čeledi olivovníkovitých. Nejznámější je šeřík obecný, který se v Česku často pěstuje a běžně také zplaňuje.

## Popis
Jedná se o keře až menší stromy, zpravidla opadavé. Listy jsou vstřícné, jednoduché (výjimečně zpeřené). Okraj listové čepele je zpravidla celokrajný, jen vzácně členěný či laločnatý. Květy jsou oboupohlavné, vždy v květenstvích, postranních nebo koncových latách. Kalich je složen ze 4 kališních lístků, které jsou strostlé, kalich má zvonkovitý tvar na vrcholu se 4 cípy. Korunní lístky jsou také 4, také srostlé, koruna je řepicovitého tvaru. Tyčinky jsou 2. Gyneceum je synkarpní, srostlé ze 2 plodolistů, semeník je svrchní, dvoupouzdrý. Plodem je dvoupouzdrá tobolka.

## Rozšíření ve světě
Je známo kolem 30 druhů. Centrum rozšíření druhu je v jihovýchodní Asii, jenom v Číně se vyskytuje 16 druhů. Méně druhů je původních jinde v jižnější Asii a v JV Evropě.

## Rozšíření v Česku
V ČR není původní žádný druh. Nejčastěji pěstovaný je šeřík obecný (Syringa vulgaris), původní v JV Evropě a Malé Asii. Hojně také v teplých oblastech ČR zplaňuje, na jižní Moravě se místy chová i jako invazní druh. Méně často je pěstován šeřík čínský (Syringa × chinensis), jedná se o zahradního křížence, jehož původ bývá různými autory vysvětlován všelijak. Vzácně se pěstuje také šeřík karpatský (Syringa josikaea), původní ve východních Karpatech.

## Seznam druhů
- Syringa afghanica – Afghánistán, Pákistán
- Syringa × chinensis – zahradní kříženec Šeřík druhu Syringa vulgaris
- Syringa emodi – západní Himálaj

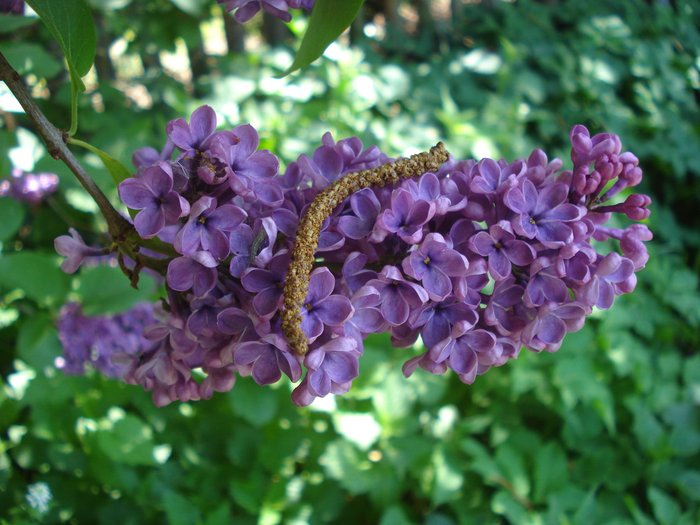
Šeřík druhu Syringa vulgaris

- Syringa josikaea – východní Karpaty: Ukrajina, Rumunsko
- Syringa komarowii – Čína
- Syringa mairei – Čína
- Syringa meyeri – Čína
- Syringa oblata – Čína, Korea
- Syringa pinetorum – Čína
- Syringa pinnatifolia – Čína
- Syringa protolaciniata – Čína
- Syringa pubescens – Čína, Korea
- Syringa reticulata – Čína, Japonsko, Dálný Východ, Korea
- Syringa spontanea – Čína Šeřík druhu Syringa pubescens
- Syringa sweginzowii – Čína
- Syringa tibetica – Čína
- Syringa tomentella – Čína
- Syringa villosa – Čína

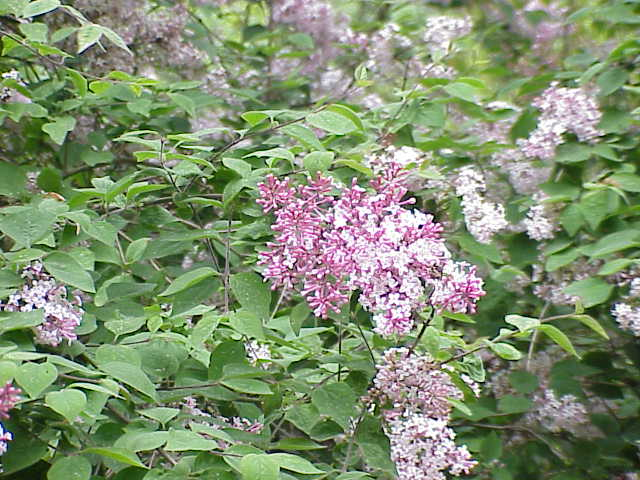
Šeřík druhu Syringa pubescens

- Syringa vulgaris – JV Evropa, Malá Asie
- Syringa wardii – Čína
- Syringa wolfii – Čína, Korea, Dálný Východ
- Syringa yunnanensis – Čína
- a asi další